# 李陶 (1974年)
李陶（1974年—），安徽巢湖人，国家杰出青年科学基金获得者，中国科学技术大学教授。

## 生平
1996年本科毕业于安徽师范大学物理系。2005年于美国科罗拉多州立大学获博士学位。随后在美国加州理工学院做博士后研究。2009年入选中国科学院百人计划，2012年获国家杰出青年科学基金资助。现任中国科学技术大学地球和空间科学学院教授、博士生导师。

## 学术贡献
主要从事地球及行星中高层大气动力学研究工作。在Nat. Commun.、Atmos. Chem. Phys.、J. Climate.等学术刊物上发表学术论文70多篇，被SCI引用1600余次。